# Pierre-Louis Basse

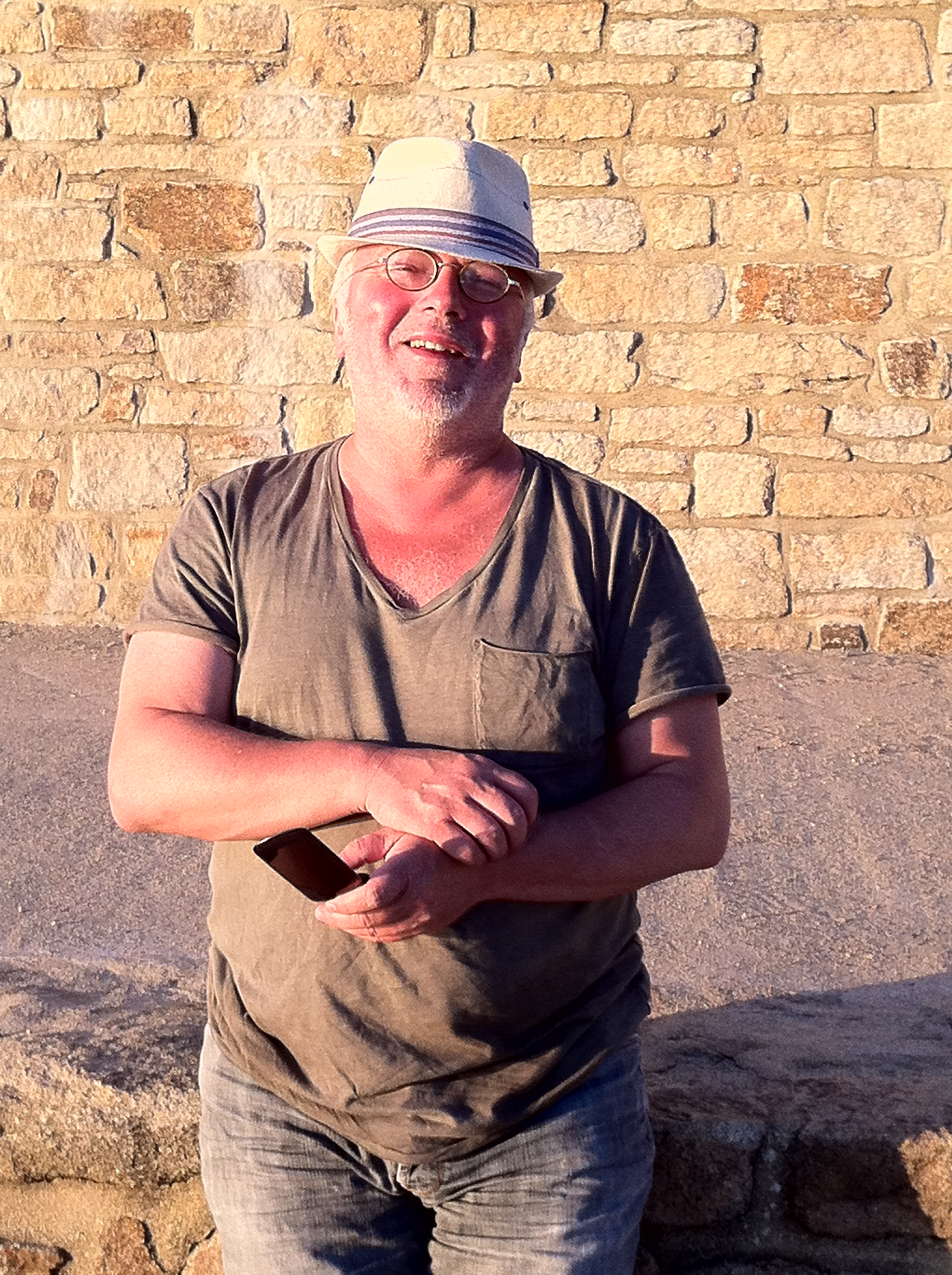
Pierre-Louis Basse (2011)

Pierre-Louis Basse (* 14. August 1958 in Paimbœuf, Département Loire-Atlantique) ist ein französischer Journalist und Schriftsteller. Sein Großvater überlebte das KZ Mauthausen. Im Anschluss an die Schulzeit besuchte Pierre-Louis eine Vorbereitungsklasse und wurde Französischlehrer. Er arbeitete bis 2011 30 Jahre für den privaten Radiosender Europe 1.
Er publizierte über Fußball und Geschichte, so 1993 Un rêve modeste et fou, die Biografie des Fußballers Éric Cantona. Ab dem 1. September 2014 war er Berater des französischen Staatspräsidenten François Hollande für Großveranstaltungen.

## Veröffentlichungen
- Gagner à en mourir. Laffont, Paris 2012, ISBN 978-222113106-0.
- Séville 82 France-Allemagne: le match du siècle. (1 DVD), Paris 2005.
- Guy Moquet: une enfance fusillée. Librairie générale française, Paris 2000, ISBN 978-2-253-12465-8.
- Un rêve modeste et fou. Éditions Robert Laffont, Paris 1993, ISBN 2-221-07623-0
- Le flâneur de l'Élysée. Stock, Paris 2017, ISBN 978-2-234-06342-6 (über seine Zeit im Präsidialamt).
- Je t'ai oubliée en chemin. Le Cherche Midi, Paris 2019, ISBN 978-2-7491-6115-0.